# Race for the Galaxy
Race for the Galaxy (RFTG) est un jeu de société sous forme d'un jeu de cartes évolutif, créé par Tom Lehmann en 2007 et édité en France par Ystari Games. C'est un jeu pour 2 à 4 joueurs (6 avec les extensions), dont la durée approximative est de 30 à 40 minutes par partie.
Le jeu propose plusieurs extensions divisées en Arcs incompatibles entre eux. Les informations spécifiques à un Arc sont indiquées entre parenthèses dans le reste de l'article.

## Introduction
À l'origine ce mécanisme de jeu a été conçu pour être la version jeu de cartes de Puerto Rico[réf. nécessaire]. Celle-ci n'ayant pas été sélectionnée, le créateur l'a réadapté pour en faire un nouveau jeu. Ce jeu a eu plus de 2000 parties de test avant sa commercialisation.
Chaque joueur dirige un monde voué à s'étendre afin de créer l'empire le plus prospère. 
Le jeu se termine lorsque le tableau de jeu d'un des joueurs a 12 cartes ou que tous les jetons de points de victoires ont été distribués (12 jetons points de victoire par joueur sont mis à disposition en début de partie).
Le gagnant sera alors celui qui a le plus haut total en additionnant les points de victoire engrangés et ceux des cartes présentes sur son tableau de jeu.
Il existe deux types de cartes : des cartes de développement qui représentent des technologies, et des cartes de monde qui peuvent avoir comme possibilité de produire des ressources (vendables contre des cartes à piocher ou des points de victoire) ou d'être conquise par la force militaire. Développements ou mondes peuvent posséder des pouvoirs complémentaires qui peuvent s'activer dans les différentes phases du jeu, ce qui peut orienter la stratégie pour la partie en cours. Comme les cartes sont distribuées aléatoirement, il faut alors composer et penser à de nouvelles tactiques à chaque nouvelle partie.
La particularité de ce jeu est que les cartes contenues dans une main de joueur servent également de paiement. Ainsi, pour une carte coûtant 4, il faut se défausser de quatre autres cartes ce qui impose de réfléchir sur les cartes à sacrifier.
Le jeu permet de nombreuses tactiques différentes et propose donc des parties souvent différentes les unes des autres.
Tout comme Puerto Rico, il s'agit d'un jeu à phase.
Le jeu de base contient : 
- 109 cartes pour la pioche.
- 5 mondes de départ.
- 7 cartes actions par joueur.
- Les règles d'une variante Expert pour 2 joueurs.

## Phases de jeu
Au début de son tour, chaque joueur choisit un rôle qu'il pose face cachée devant lui. Ensuite on révèle tous les rôles, et chaque joueur pourra participer aux phases qui en découlent, celui l'ayant choisi bénéficiant d'un avantage appelé "privilège".
Avec l'extension "Au bord de l'abime" (Arc #1) les joueurs peuvent en plus utiliser la carte "Prestige/Recherche" à usage unique pour profiter d'un second privilège en échange d'un pion de prestige. Cette carte peut aussi être utilisée pour rechercher une carte précise dans la pioche.

### I: Explorer
L'exploration permet aux joueurs de piocher des cartes sans prérequis. Chaque joueur pioche deux cartes et en garde une de son choix. Avec extensions "Artefacts Aliens" (Arc #2), c'est lors de cette phase que les joueurs peuvent faire deux actions Orbe sur les trois disponibles (L'Orbe Alien est détaillée plus bas).
Privilèges : l'exploration propose deux privilèges, soit l'on pioche cinq cartes de plus sans en garder plus, soit l'on en pioche une de plus et l'on en garde une de plus. Dans "Artefacts Aliens" (Arc #2), un nouveau privilège permet de faire trois actions sur l'Orbe Alien au lieu de deux et d'avoir la priorité sur l'ordre des actions de l'Orbe.
Privilège "Prestige/Recherche" (Arc #1) : On pioche 6 cartes de plus et on en conserve une de plus. On profite du pouvoir "Combiner l'exploration" qui permet de mélanger les cartes piochées à sa main avant de défausser les cartes qu'on ne garde pas.

### II: Développer
Le développement permet de poser des développements (technologies, avancement civil...) sur son tableau de jeu, en se débarrassant d'autant de cartes qu'indiqué par le coût du développement. On ne pose qu'un seul développement par phase de développement, et on ne peut avoir deux fois le même développement sur son tableau de jeu.
Privilège : le privilège permet de réduire le coût du développement de 1.
Privilège "Prestige/Recherche" (Arc #1) : Réduction du coût de développement de 2.

### III: Coloniser
La colonisation permet de poser des mondes sur son tableau de jeu. Dans le cas d'un monde civil, on dépense autant de cartes que le coût indiqué. Dans le cas d'un monde militaire, il suffit d'avoir une puissance militaire cumulée (bonus accordé par des cartes sur le tableau de jeu) supérieure ou égale à celle du monde visé pour le poser sans coût. Un monde civil ne peut être conquis militairement, et réciproquement.
Dans l'extension "Rebelles contre Imperium" (Arc #1), il est possible de coloniser par la conquête les mondes militaires des autres joueurs sous certaines conditions.
Privilège : le privilège permet de piocher une carte de plus après avoir colonisé le monde. (Ce privilège est celui qui est le plus souvent oublié par les joueurs).
Privilège "Prestige/Recherche" (Arc #1) : Réduction du coût de colonisation de 3 ou ajout de 2 en force militaire.

### IV: Consommer
Certains mondes ont des ressources symbolisées par des cartes faces cachées posées dessus (ou dessous). Ces ressources sont consommées lors d'une phase de consommation, dans des mondes consommateurs. Les ressources sont alors défaussées en échange de cartes ou de points de victoire, selon le monde consommateur, voire les deux pour certains. Un monde consommateur ne peut consommer qu'une seule ressource, et les ressources non consommées restent là où elles sont. Le joueur DOIT consommer autant de ressources qu'il le peut.
Privilèges : le privilège de la consommation est de doubler les points de victoire acquis pendant la phase. Un autre privilège permet de vendre une des ressources avant la consommation, ce qui la défausse et permet de piocher autant de cartes que la valeur du type de ressource.
Privilège "Prestige/Recherche" (Arc #1) : Pioche de 3 cartes de plus à la vente ; Doublement du gain de points de victoire reçus et possibilité de défausser jusqu'à 2 cartes contre des points de victoire.

### V: Production
La production permet de placer des ressources, symbolisées par des cartes faces cachées sur des mondes producteurs. Ces ressources pourront être consommées par la suite. On ne peut pas produire sur un monde où se trouve déjà une ressource.
Privilège : le privilège permet de produire sur un monde à trouvaille, qui normalement ne produit pas.
Privilège "Prestige/Recherche" (Arc #1) : Piocher 3 cartes et produire sur un second monde à trouvaille.

## Cartes

### Cartes de phases
Les Cartes de phases sont choisies au début du tour par chaque joueur pour déterminer lesquelles seront jouées ce tour-ci.
Il y a 7 cartes de phases par couleur de joueur. Ces cartes ont un dos qui correspond à la couleur du joueur. Il y a deux cartes "explorer", une par privilège, une "développer", une "coloniser", deux "consommer", une par privilège, et une "produire". Ces cartes rappellent les avantages du privilège, et permettent au joueur de choisir la phase qu'il sélectionnera. La redondance de coloniser et développer est utilisée dans la variante expert pour deux joueurs, où chaque joueur joue deux cartes de rôles par tour.
La variante Expert à deux joueurs utilise une carte "Coloniser" et une carte "Développer" supplémentaire pour chaque joueur.
L'extension "Au bord de l'abime" (Arc #1) ajoute quant à elle une carte "Prestige/Recherche" à usage unique par joueur.
L’extension "Artefacts Aliens" (Arc #2) ajoute une nouvelle carte "Explorer Orbe" spécifique à l'Orbe Alien.
L’extension "Invasion Xeno" (Arc #3) ajoute une nouvelle carte "Produire : Réparation" spécifique au mode Invasion.

### Cartes de jeu
Les cartes sont de 2 types : mondes et développements. Les mondes sont symbolisés par un cercle en haut à gauche de la carte, et les développements par un losange beige. Dans ces formes, on peut lire un chiffre, qui est le coût de la carte. Pour les deux types de cartes on peut également voir un chiffre dans un hexagone, qui représente la valeur en points de victoire de la carte une fois qu'elle sera sur votre tableau de jeu.

#### Développement
Les développements offrent des capacités spécifiques, utilisables à la phase correspondante. Les capacités profitent au joueur au moment où elles sont posées. Certains développements ont un coût de 6, et n'ont pas de valeurs fixe en point de victoire, celle-ci dépendant alors des autres cartes ou points de victoire présentes sur votre tableau de jeu.

#### Mondes
Les Mondes sont des cartes qui ne peuvent être posées que lors d'une phase Coloniser. Comme les développements, les mondes peuvent avoir des bonus qui altèrent les différentes phases du jeu. La différence majeure des Mondes par rapport aux développements est qu'ils peuvent être militaires (et sont conquis) et peuvent produire des ressources à vendre.
Les mondes à bords noirs, civils, sont posés comme des développements, c'est-à-dire que le joueur doit défausser des cartes correspondant à leur coût. Les mondes à bords rouges sont des mondes militaires ; le joueur doit posséder sur son plateau une force militaire supérieure ou égale au coût. À la différence d'un monde civil, le joueur n'a pas à se défausser de cartes.
Les mondes à trouvailles, reconnaissable au fait qu'ils soient entourés d'un halo coloré, débutent avec une ressource qui peut être vendue contre des cartes ou des points de victoire. Cependant elles ne produisent pas elles-mêmes de ressource ; il faut une technologie ou un monde pour pouvoir produire dessus, ou bénéficier de l'avantage de la carte Produire.
Les mondes producteurs, reconnaissables par la couleur à l'intérieur du cercle, peuvent produire une ressource à chaque fois qu'il y a une phase de production. Ils débutent sans ressource.

##### Mondes de départ
Les mondes de départs sont des cartes mondes prédéfinies sur lesquelles commencent les joueurs. On les reconnait au nombre visible dans les coins de la carte.

#### Types de cartes
Les mondes et les développements peuvent être d'un ou plusieurs types : Imperium, Rebelle, Alien, Élevée & Terraformeur. Les interactions entre les cartes de ces types ont des bonus ou malus qu'il peut être intéressant d'exploiter (ex. : une carte Imperium peut avoir un bonus militaire contre un monde Rebelle).

#### Ressources
Il existe 4 types de ressource dans Race for the Galaxy. Les voici de la moins chère à la plus chère : Nouveautés (Bleu), Rares (Marron), Génétiques (Vert) et Alien (Jaune). Les mondes et les développements peuvent produire ou consommer des ressources. Les ressources sont généralement échangées contre des cartes piochées ou des points de victoire.

### Cartes Objectifs (Arc #1)
"Tempête en formation" introduit les Objectifs au jeu. Les objectifs sont choisis au hasard en début de partie et s'appliquent à tous les joueurs. Il y a deux types d'objectifs : 
- Les Objectifs "premier" : Le premier joueur qui atteint l'objectif prend la carte et gagne 3 points de victoire supplémentaires lors du décompte des points.
- Les objectifs "le plus de" : Ils offrent 5 points de victoire au joueur qui possède à la fin de la partie le plus de cartes d'une même caractéristique.

Les objectifs sont tous différents les uns des autres et encouragent les joueurs à utiliser une tactique qui leur permettra de les atteindre.
Il y a, en tout, 12 Objectifs "premier" et 8 objectifs "Le plus de".

### Orbe Alien (Arc #2)
"Artefacts Aliens" introduit l'Orbe Alien. L'orbe est en fait un labyrinthe généré par des cartes Orbes que les joueurs placent en jouant puis explorent avec des équipes afin d'y trouver des artefacts. En plus des artefacts, on peut trouver des téléporteurs, des barrières lasers et des stations d'alimentation élevées sur l'orbe
Au début de la partie, l'orbe est composée d'un sas et d'une carte supplémentaire qu’aura placé chaque joueur. Les joueurs placent ensuite chacun leur équipe dans le sas.
Une nouvelle carte "Explorer Orbe" est ajoutée à la main de cartes actions de chaque joueur et permet de profiter d'un Privilège spécifique à l'Orbe. Les joueurs jouant cette carte sont notamment placés en tête d'une piste de priorités qui leur donnera un avantage pour la suite.
Une nouvelle étape de jeu est ajoutée à la phase "Explorer". Cette étape se déroule avant que les joueurs ne piochent les cartes comme habituellement pendant cette phase. Les joueurs peuvent alors faire deux des trois actions suivantes dans l'ordre défini par la piste de priorité (Les joueurs ayant joué la carte "Explorer Orbe" peuvent faire trois actions) : 
- Déplacer son/ses équipe(s) : Le joueur déplace ses pions sur l'orbe. Les téléporteurs permettent de prendre des raccourcis. La puissance militaire du joueur peut l'aider à passer les barrières lasers. Le but de cette étape est d'aller collecter un Artefact.
- Jouer une carte orbe : Cette action consiste à placer une nouvelle carte pour agrandir l'orbe selon des restrictions de pose. Les cartes peuvent se superposer.
- Piocher une carte orbe : Le joueur pioche une carte Orbe et la garde en main.

Les artefacts collectés peuvent être joués une seule fois afin de profiter d'un bonus. Chaque artefact, qu'il ait été joué ou non, vaut également des points de victoire. Les artefacts élevés valent des points en fonction du nombre de stations d'alimentation élevées visibles sur l'orbe à la fin de la partie.

### Mode Invasion (Arc #3)
"Invasion Xeno" introduit le mode Invasion. Dans ce mode, les joueurs doivent développer leur empire tout en repoussant les Xenos qui tentent de conquérir toute la galaxie.
les joueurs doivent repousser 2 vagues successives d'invasion Xeno qui attaque automatiquement à chaque fin de tour.

## Fin de partie
La partie s'arrête lorsque : 
- Un joueur a posé 12 cartes mondes ou développement dans son tableau.
- Le dernier jeton de point de victoire est récupéré.
- Un joueur a 15 en Prestige (Arc #1).
- Les empires ont été vaincus par les Xenos (Arc #3).
- Les Xenos sont repoussés (Arc #3)

Le vainqueur est celui qui a le plus de points de victoire. Les points de victoire proviennent de : 
- Jetons de points de victoire.
- Points de victoire de chaque carte monde et développement du tableau.
- Points de victoire des objectifs "Premier" et "Le plus de" (Arc #1).
- Chaque point de prestige rapporte un point de victoire (Arc #1).
- Points de victoire des Artefacts de l'Orbe Alien (Arc #2).
- Meilleure force militaire contre les Xenos, s'ils n'ont pas vaincus les empires (Arc #3).
- Plus grand nombre de PV à la suite de l’effort de guerre, si les Xenos n'ont pas vaincu les empires (Arc #3).
- Bonus de points de victoire de Renaissance Galactique (Arc #3).

En cas d'égalité, le nombre de cartes en main et le nombre de ressources présentes sur les mondes permettent de départager les joueurs.

## Extensions
Race For The Galaxy possède plusieurs extensions qui enrichissent le jeu avec de nouvelles mécaniques de jeu et de nouvelles manières de gagner, ainsi bien sûr que de nombreuses nouvelles cartes. Les extensions sont divisés en trois arcs qui se jouent de manière indépendante et qui ne doivent pas être mélangés. Toutes les extensions de chaque Arc requièrent le jeu de base et les précédentes extensions sorties pour fonctionner.

### Arc #1

#### Tempête en Formation
Cette extension, sortie en 2008, ajoute :
- Les nouvelles règles d'objectifs : Des objectifs "premier" qui rapportent 3 points au premier joueur qui l'atteint, ainsi que des objectifs "le plus de" qui rapportent 5 points au joueur qui possède à la fin de la partie le plus de cartes d'une même caractéristique.
- 6 objectifs "Premier"
- 4 objectifs "Le plus de"
- 22 nouvelles cartes pour la pioche
- 4 nouveaux mondes de départ (No 5 à 8).
- Des cartes actions supplémentaires pour un joueur de plus (on peut désormais jouer à 5).
- Les règles d'une variante Draft.
- Les règles pour jouer en solitaire.

#### Rebelles contre Imperium
Cette extension, sortie en 2009, ajoute : 
- Les nouvelles règles de conquêtes qui permettent de coloniser les mondes militaires des autres joueurs.
- 41 nouvelles cartes pour la pioche
- 3 nouveaux mondes de départ (No 9 à 11).
- 3 objectifs "Premier" (Selon les règles ajoutées dans Tempête en Formation)
- 2 objectifs "Le plus de" (Selon les règles ajoutées dans Tempête en Formation)
- Des cartes actions supplémentaires pour un joueur de plus (on peut désormais jouer à 6).

#### Au bord de l'Abîme
Cette extension, sortie en 2010, ajoute :
- Les nouvelles règles du Prestige Galactique apportant un nouveau bonus à usage unique pour tous et des points de victoire en continu pour celui qui sera "Leader du prestige".
- 44 nouvelles cartes pour la pioche
- 4 nouveaux mondes de départ (No 12 à 15).
- 3 objectifs "Premier" (Selon les règles ajoutées dans Tempête en Formation)
- 2 objectifs "Le plus de" (Selon les règles ajoutées dans Tempête en Formation)
- Les règles de la variante Draft pour 6 joueurs (Introduite dans Tempête en Formation).

### Arc #2

#### Artefacts Aliens
Cette extension, sortie en 2013, ajoute :
- Les nouvelles règles de l'Orbe Alien : une zone à explorer permettant d'obtenir des Artefacts donnant pouvoir uniques et des points de victoire.
- 41 nouvelles cartes pour la pioche
- 5 nouveaux mondes de départ (No 5 à 9).
- Des cartes actions supplémentaires pour un joueur de plus (on peut désormais jouer à 5).

### Arc #3

#### Invasion Xeno
Cette extension, sortie en 2016, ajoute :
- Les règles du mode Invasion.
- 46 nouvelles cartes pour la pioche.
- 5 nouveaux mondes de départ (No 5 à 9).
- Des cartes actions supplémentaires pour un joueur de plus (on peut désormais jouer à 5).